# Josef Oberhauser (criminale di guerra)
Josef Oberhauser (Monaco di Baviera, 21 gennaio 1915 – Monaco di Baviera, 22 novembre 1979) è stato un ufficiale e criminale di guerra tedesco, membro delle SS con il grado di Obersturmführer. Partecipò all'Aktion T4 e all'Operazione Reinhard e fu condannato a 4 anni e 6 mesi di prigione durante il processo di Belzec del 1964 per i crimini commessi nel campo di sterminio di Bełżec.

## Biografia
Oberhauser nacque a Monaco di Baviera durante la prima guerra mondiale. Dopo aver terminato la Volksschule, trovò lavoro nella fattoria di suo zio a Markt Schwaben. Nel 1934, Oberhauser si arruolò per 18 mesi nel Reichswehr e fu assegnato a Monaco. Entrò a far parte delle SS nel novembre del 1935 e al Partito nazista, in particolare aderendo alla SS-Wachverbände (membro SS 288.121), e nell'aprile del 1937 era di stanza nel campo di concentramento di Sachsenhausen. Oberhauser prestò servizio nella SS Leibstandarte Adolf Hitler. Nel 1939, fu assegnato al Reichsarbeitsgemeinschaft für Heil- und Pflegeanstalten, parte dell'ufficio per l'Aktion T4 e una delle varie organizzazioni di facciata della Nuova Cancelleria del Reich, nel novembre 1939, divenendo un Brenner (crematore), o Leichenbrenner (crematore di cadaveri): cioè era responsabile della combustione dei corpi nei forni crematori appositamente installati.
Nel novembre 1941, Oberhauser fu trasferito nell'SSPF comandate dallo SS-Brigadeführer Odilo Globočnik, per prendere parte all'Operazione Reinhard. Dal novembre 1941 al 1º agosto 1942, fu inviato al campo di sterminio di Bełżec come capo di un plotone di guardie e nel dicembre 1941, tornò a Bełżec con materiali da costruzione e una squadra di Trawnik ucraini, sotto il comando di Christian Wirth. Per il suo lavoro nella realizzazione dell'Operazione Reinhard, fu promosso SS-Untersturmführer il 20 aprile 1943.
In seguito fu inviato nel Nord Italia nel Sonderabteilung Einsatz R per partecipare alla guerra antipartigiana e alla deportazione e all'uccisione di ebrei. Fu promosso al grado di SS-Obersturmführer il 30 gennaio 1945. In seguito gli fu affidato il comando della Risiera di San Sabba fino alla sua chiusura alla fine di aprile 1945. In seguito fuggì in Austria con la sua unità, dove fu arrestato dalle autorità britanniche nel maggio 1945 a Bad Gastein.
Nel 1965 fu condannato a 4 anni e 6 mesi di reclusione. Nel processo contro i responsabili della Risiera di San Sabba davanti al tribunale di Trieste nel 1976 fu condannato in assenza all'ergastolo ma non fu estradato in quanto gli accordi bilaterali italo-tedeschi non prevedevano l'estradizione per crimini di guerra commessi fino al 1947.
Morì nel 1979 a Monaco a 64 anni.